# Демиденко, Николай Иванович
Николай Иванович Демиденко (1896 — 26 июня 1934, Москва, СССР) — советский военный деятель, член ВКП (б), сотрудник ВЧК, помощник начальника, заместитель начальника и начальник отделения Контрразведывательного отдела ГПУ-ОГПУ. Кавалер ордена Красного Знамени (1924) — высшей награды Союза ССР.

## Биография
Родился в 1896 году. Служил в Красной армии, принял участие в гражданской войне на Украине и юге России. Был членом партии эсеров, а в 1918 году вступил в Российскую коммунистическую партию (большевиков). При немцах находился на подпольной работе. В 1919 году был начальником районной милиции в Киеве, инструктором-организатором мобилизационной комиссии Наркомата по военным делам Украины, следователем и членом чрезвычайного полкового ревтрибунала Наркомвоена Украины, следователем ревтрибунала 12-й армии.
В сентябре 1919 года стал ответственным сотрудником Особых отделов ВЧК, заняв в 10-й армии должность заместителя начальника особого отделения дивизии, а затем — помощника начальника Особого отдела. В 1920 году занимал должности начальника активной части и заместителя начальника Особого отдела Терской областной ЧК, был уполномоченным Полномочного представительства ВЧК на Кавказе и Особого отдела Кавказского фронта. В том же году, как не прошедший чистку, автоматически выбыл из партии. В 1921 году стал начальником агентуры Особого отдела Терской облЧК, начальником секретно-оперативной части Особого отдела 10-й армии и особого отделения 2-го кавалерийского корпуса. На Кавказ был послан лично Феликсом Дзержинским для усиления местных кадров «по поимке агентов и шпионов Грузии и Антанты».
В сентябре 1921 года переведён в Особый отдел ВЧК. В мае 1922 года стал помощником начальника 6-го (белогвардейского) отделения только что учреждённого Контрразведывательного отдела ГПУ-ОГПУ. По некоторым оценкам, обладал «ярким комбинационным умом, даром стратегического планирования».
Под руководством начальника отделения И. И. Сосновского принял активное участие в операциях «Трест» и «Синдикат-2», поимке эсера Бориса Савинкова. Участвовал в проведении оперативной игры, работал под прикрытием в качестве «члена московского комитета НСЗРиС» и «хозяина дачи» в Царицыне, лично встречал Савинкова при переходе им границы, а затем вёл следствие. В ходе дальнейшей ответственной работы в контрразведке был повышен до заместителя начальника, а затем и начальника отделения. В 1929 году вновь вступил в партию. В 1930 году стал разработчиком операции по похищению белого генерала Александра Кутепова, в которой принял личное участие в качестве «водителя такси», перекрыв своей красной машиной улицу в Париже и скрыв происходящее от прохожих.
Скончался 26 июля 1934 года в Москве по болезни, своей смертью, в отличие от многих своих товарищей по ОГПУ. Похоронен на Ваганьковском кладбище (участок 23, могила 61).

## Личная жизнь
Был женат, имел сына.

## Награды

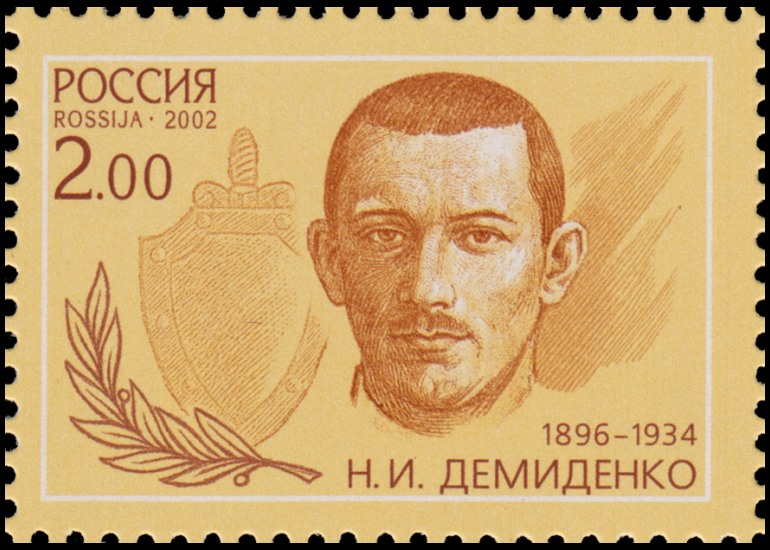
Почтовая марка с Демиденко

- Орден Красного Знамени (5 сентября 1924, постановлением Президиума Центрального исполнительного комитета Союза ССР) — «за успешное завершение, упорную работу и проявление полной преданности к делу, в связи с исполнением трудных и сложных заданий ОГПУ»[18][19][20]. Стал одним из первых обладателей данного ордена, только что переучреждённого на союзном уровне[21].
- Почётный знак к 5-летию ВЧК-ГПУ (5 сентября 1924, постановлением Коллегии ОГПУ)[20][22].

## Память
Персонаж Демиденко фигурирует в повести «Возмездие» писателя В. И. Ардаматского, опубликованной в 1968 году.
В 1981 году в советском телефильме «Синдикат-2» роль Демиденко сыграл актёр Карлис Зушманис.
В 2002 году «Почта России» выпустила шесть почтовых марок в серии «80-летие образования контрразведывательных подразделений. Выдающиеся контрразведчики» с портретами А. Х. Артузова, Я. К. Ольского, С. В. Пузицкого, В. А. Стырне, Г. С. Сыроежкина, а также самого Демиденко.